# Anisodes subcarnearia
Anisodes subcarnearia är en fjärilsart som beskrevs av W. Warren 1900. Anisodes subcarnearia ingår i släktet Anisodes och familjen mätare. Inga underarter finns listade i Catalogue of Life.